# Muzej Unterlinden
Muzej Unterlinden (francuski: Musée Unterlinden) nalazi se u francuskom gradu Colmaru u regiji Elzas, a godišnje ga posjeti oko 220,000 posjetitelja.
Smješten je u staroj gotičkoj građevini bivšeg dominikanskog samostana iz 13. stoljeća. Tri godine nakon Francuske revolucije samostan se zatvora, a zgrada je zanemarena i namjeravalo ju se je srušiti. Spašena je zahvaljujući Louisu Hugotu koji je predložio prenamjenu zgrade u muzejski prostor koji je otvoren za javnost 3. travnja 1853.

## Kolekcija
Najpoznatije djelo koje se čuva u muzeju je Isenheimski oltar iz 16. stoljeća rad Matthiasa Grünewalda. Muzej također posjeduje radove Martina Schongauera, Lucasa Cranacha starijeg, te se tu još nalaze druge zbirke kao što je zbirka arheoloških predmeta, primijenjenih umjetnosti, i moderne umjetnosti (koja se proteže od impresionizma do druge polovice 20. stoljeća), te ona broji djela Claudea Moneta, Augustea Renoira, Pierrea Bonnarda, Roberta Delaunaya, Georgesa Rouaulta, Pabla Picassa, Fernanda Légera, Otta Dixa, Maxa Beckmanna, Georgea Grosza, Pierrea Soulagesa i dr.
- Starorimski mozaik
- Relikvijar sv. Hipolita
- Gotička krstionica u dvorani kipova
- Martin Schongauer, Navještenje, oltar Orlier
- Hans Holbein stariji, Portret dame
- Lucas Cranach stariji, Melankolija
- Théophile Schuler, Kočije smrti, 1848.
- Claude Monet, Dolina Creuse u sumrak

## Vanjske poveznice
- (fr.) Službene stranice Muzeja Unterlinden

|  | Portal Francuske – Pristup člancima s tematikom o Francuskoj. |